# فیلیپ گودوی
فیلیپ گودوی (انگلیسی: Philippe Godoy؛ زادهٔ ۲۳ آوریل ۱۹۷۱) بازیکن فوتبال اهل فرانسه است.
از باشگاه‌هایی که در آن بازی کرده‌است می‌توان به باشگاه فوتبال سابادل و باشگاه فوتبال استاد برستوا ۲۹ اشاره کرد.